# Westhafen-Pier

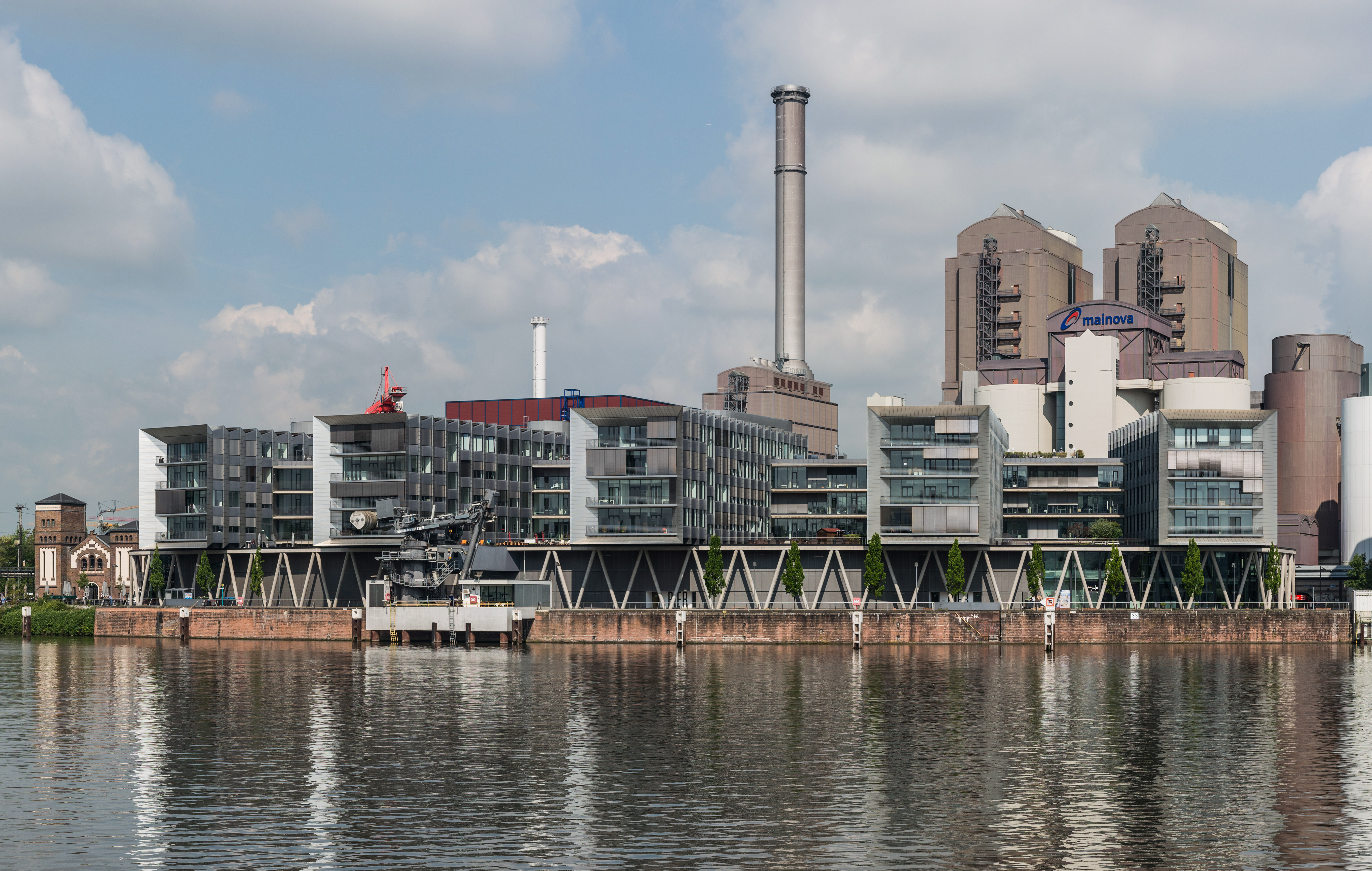
Westhafen Pier vom Südufer des Mains

Der Westhafen-Pier (alternative Schreibweisen auch Westhafen Pier oder Westhafenpier) ist ein zwischen 2002 und 2004 errichtetes Bauwerk am westlichen Ende des neuen Wohn- und Gewerbegebiets am ehemaligen Frankfurter Westhafen im Gutleutviertel in Frankfurt am Main unter der Adresse Rotfeder-Ring 1–13.

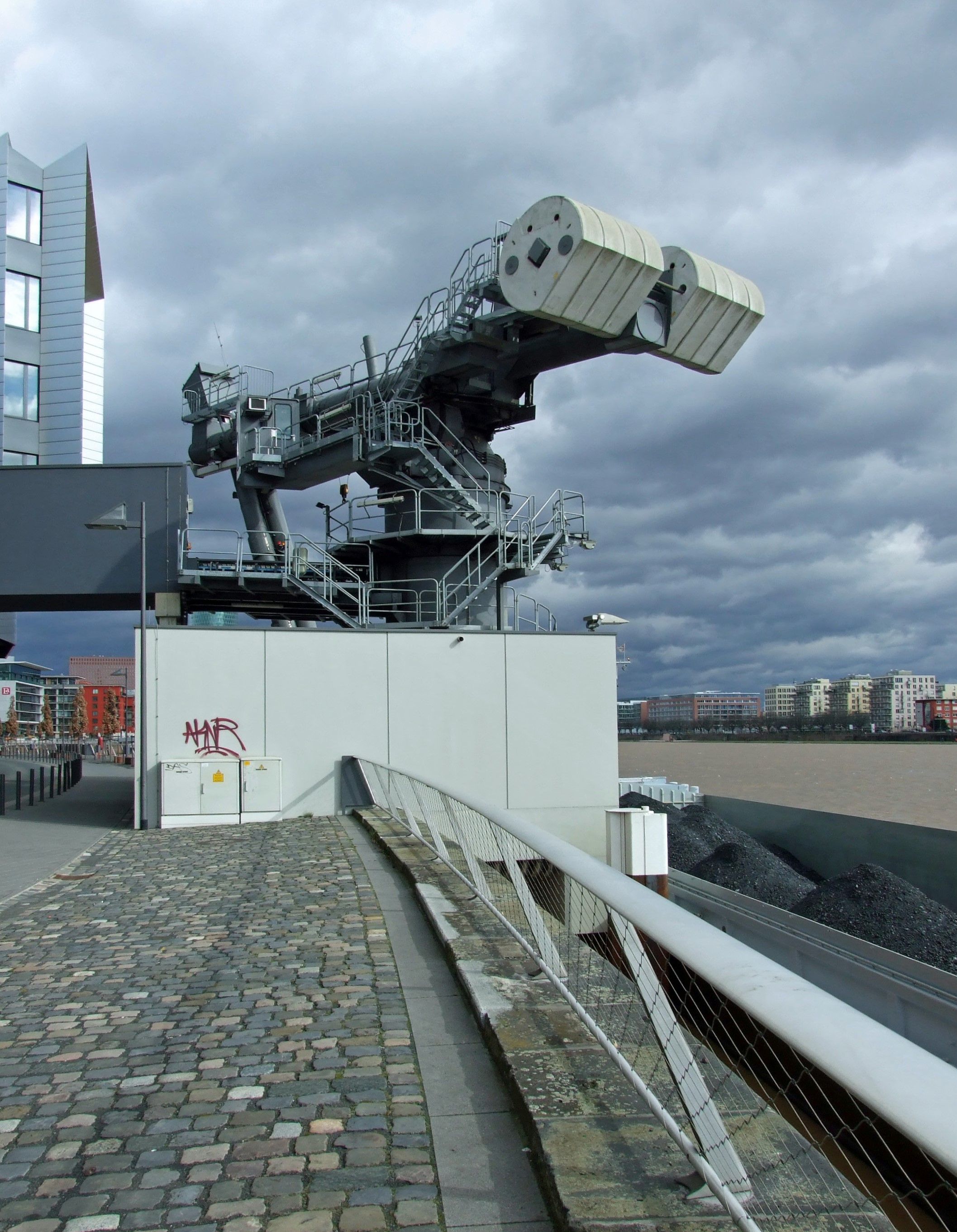
„Kohlensauger“ für das HKW West

Das vom Frankfurter Architekturbüro Schneider + Schumacher entworfene Gebäude liegt direkt am Ufer des Mains und besteht aus fünf untereinander mit Glasbrücken verbundenen Bürohäusern, die auf einem dreigeschossigen Sockelbau stehen. Die auffallende Fassade besteht aus eloxiertem Aluminium. Die Bürohäuser verfügen über knapp 15.000 Quadratmeter Bürofläche, während im Sockel ein Parkhaus und Gastronomieflächen eingerichtet wurden.
Hinter dem Gebäude ragt das Heizkraftwerk West empor, das nach wie vor durch Lieferungen vom Main aus mit Kohle versorgt wird. Das geräuschgedämmte Förderband für die Belieferung mit Kohle führt durch das Gebäude. Die Beschickung des Bandes und die Entladung der Frachtschiffe erfolgt mit einem ungewöhnlichen Löschkran, der mittels einer archimedischen Schraube in seinem Rüssel die feingemahlene Kohle aus den Schiffen befördert.
Die Architektur des Gebäudes war Teil des deutschen Beitrags zur 10. Internationalen Architektur-Biennale Venedig 2006 unter dem Thema „Cities. Architecture and Society“.
Projektentwickler der Immobilie war das Frankfurter Unternehmen Groß & Partner. Während der Bauphase erwarb der Offene Immobilienfonds SEB ImmoInvest der Bank SEB das Objekt. 2016 kaufte das Investmentunternehmen Wealthcap den Westhafen-Pier zusammen mit anderen Immobilien aus der Abwicklung mehrerer SEB-Fonds.